# Приходько Андрій Сергійович
ПРИХОДЬКО Андрій Сергійович, постійний член ГО «Автомобільна федерація України», національної федерації з автомобільного спорту, керівник відокремленого підрозділу ГО «Автомобільна федерація України» у м. Полтава та Полтавській області, спортивний суддя з автомобільного спорту, кандидат в майстри спорту України з автомобільного спорту. Голова Полтавської Обласної федерації автоспорту, засновник ГО "Світ Адреналіну". Організатор змагань Національної Серії України з тайматтак.
Приходько Андрій Сергійович за час діяльності у рамках національної федерації проявив себе як вмілий організатор та керівник одного з найчисельніших підрозділів федерації.
В 2016 на нагороджені призерів Чемпіонатів та Кубків України в КМДА в Києві нагороджений грамотою Кращий організатор змагання 2016 року
Під його керівництвом організовується проведення змагань з наймасовіших дисциплін автомобільного спорту – картинг, тайм-атак, ралі на серійних автомобілях. Команда організаторів та спортивних суддів, підготовлених під керівництвом Андрія Сергійовича бере участь у проведені змагань в різних регіонах України та за кордоном, в тому числі змагань Чемпіонату Світу Формула 1. Полтавку Світлану Величко обрали маршалкою на турнір «Формули 1» Singapore Grand Prix
Володар Трофею ФАУ з ралі на серійних авто в 2018-2019 роках. В заліковій групі 4WD та класі Абослют
З 2011 Андрій Сергійович член оргкомітету Чемпіонату України з дрег рейсінгу та один із засновників ГО «Світ адреналіну», організатора фестивалю «Адреналін фест», автор проекту-переможця конкурсу «БЮДЖЕТ УЧАСТІ-2019» «Реконструкція траси Українського масштабу СТК Лтава»
З 2015 року очолювана Андрієм Сергійовичем промоутерська організація проводить одну з перших Національних Серій змагань з тайм-аттак з залученням партнерських та спонсорських організацій національного та місцевого рівня, активно сприяє забезпеченню діяльності СТК «ЛТАВА». За наказом Мінмолодьспорту виконував обов’язки головного судді всеукраїнських змагань з автомобільного спорту на трасі СТК «ЛТАВА».
В рамках програм з безпеки дорожнього руху Міжнародної автомобільної федерації (FIA) та Автомобільної федерації України під керівництвом Приходько А.С. проводяться заходи для дітей та молоді з безпеки дорожнього руху та популяризації автомобільного спорту, як одного з провідних засобів патріотичного виховання та залучення дітей та молоді до соціально позитивної діяльності.
1. ↑  Відокремлені підрозділі. fau.ua. Процитовано 26 березня 2024.
2. ↑  Полтавця Андрія Приходька визнали кращим організатором змагань з автоспорту у 2016-му році. Полтавщина Спорт (укр.). Процитовано 26 березня 2024.
3. ↑  Гонщиків із Полтави нагородили за перемогу у раллі (ФОТО). 0532.ua - Сайт міста Полтави (укр.). Процитовано 26 березня 2024.
4. ↑  У Полтаві оголосили переможців «Бюджету участі-2019». Інтернет-видання «Полтавщина» (укр.). 27 листопада 2019. Процитовано 26 березня 2024.